# Jeanie Bennett
Jeanie Bennett, née le 25 septembre 1950 est une chanteuse américaine.

## Biographie
Jeanie Bennett a vu sa carrière lancée par Richard Philippe William Bennett, batteur des Dixie Cat avec Nino Ferrer. Elle débute dans la comédie musicale Hair en 1968 où elle interprète le rôle d'une fille enceinte. Elle participe à de nombreux galas, et notamment à la Foire aux vins d'Alsace en 1970. Elle enregistre quelques EP chez Barclay.

## Discographie
- Aquarius, L'air de la terre (de la comédie musicale Hair)
- Har Krishna, (musique de Gérome Ragni) ; Je cherche un ami, (paroles de Jacques Lanzmann de la comédie musicale Hair)[2]
- Une place au soleil, Le bateau à roues
- Les cloches de Narbonne, Pas trop tôt
- Chicago, Chicago (reprise de Graham Nash)